# Johan Büser
Johan Ulf Tobias Büser, ursprungligen Nygren, född 11 juli 1983 i Anderstorps församling i Jönköpings län, är en svensk politiker (socialdemokrat). Han är ordinarie riksdagsledamot sedan 2014, invald för Göteborgs kommuns valkrets.

## Biografi
Büser är uppvuxen i Anderstorp i Gislaveds kommun och bor i Bergsjön i Göteborg. Han är utbildad jurist vid Göteborgs universitet. Han är även utbildad biståndsinformatör. Tidigare har han arbetat som lärare, lagerarbetare och som politisk sekreterare vid kommunstyrelsen i Göteborgs kommun.
Büser har varit ordförande i såväl Jönköpings läns SSU-distrikt, 2004–2005, som Göteborgs SSU-distrikt 2010–2013. Han har även suttit i SSU:s förbundsstyrelse mellan 2007 och 2013. I förbundsstyrelsen ansvarade han för internationella frågor, säkerhetspolitik och arbetsmarknadspolitik. Han var en av de drivande i att partiet skulle fatta beslut om att erkänna Västsahara vid partikongressen 2009.
Under sin tid i kommunfullmäktige i Göteborg var han samtidigt vice ordförande i miljö- och klimatnämnden. Han var drivande i beslutet om att Göteborgs stad under en dag i veckan serverar vegetarisk mat i sina verksamheter. 
Büser har också bott i Sydafrika och Bryssel under kortare perioder. I Sydafrika utbildade han sig till biståndsinformatör genom Palmecentret och i Bryssel arbetade han vid organisationen Young European Socialists, en organisation där han senare också blev vald till vice president 2009–2013.
Han är ledamot av Fysiken friskvård AB, suppleant i Göteborgs hamn AB samt vice ordförande i Centrums s-krets. Därutöver ingår han i Naturvårdsverkets insynsråd.

### Riksdagsledamot
Büser är riksdagsledamot sedan valet 2014. När han valdes in som ledamot av riksdagen var det första gången sedan 1980-talet som en SSU-kandidat från Göteborg kom in i riksdagen.
I riksdagen är Büser ledamot i OSSE-delegationen sedan 2022 (dessförinnan ordförande i delegationen 2018–2022). Han är suppleant i arbetsmarknadsutskottet och utrikesutskottet samt personlig ersättare i Domarnämnden. Büser var ledamot i EU-nämnden 2015–2018, miljö- och jordbruksutskottet 2017–2018 och trafikutskottet 2018–2022. Han har varit suppleant i bland annat försvarsutskottet och miljö- och jordbruksutskottet.